# Illinois
Illinois (ejtsd ilinoj, IPA: [ɪlɨˈnɔɪ] kiejtéseⓘ) az Amerikai Egyesült Államok 21. tagállama. Illinois a Középnyugat legnépesebb és az USA ötödik legnépesebb állama. Gazdasága sokrétű alapokon nyugszik, északkeleten Chicago metropolisza található, a középső és a nyugati részen mezőgazdasági területek és kis iparvárosok, délen pedig szénbányák. Központi fekvése – a Nagy-tavak és a Mississippi között – az elmúlt százötven évben fontos közlekedési csomóponttá tette. Azzal, hogy gyárak és tanyavidékek, városi és vidéki környezet egyaránt gyakori a területén, Illinois az USA mikrokozmosza; az Associated Press 21 demográfiai faktor alapján elemezve a „legátlagosabb állam”-nak nyilvánította.

## Földrajza
Illinois határai északról Wisconsin,  északkeletről a  Michigan-tó, keletről  Indiana, nyugatról a Mississippi folyó választja el Missouritól és Iowától, déli határa pedig Kentucky az Ohio folyóval.
Illinois határos Michigan állammal is, de csak a  Michigan-tavon keresztül.
Illinois teljes egészében a Belső-Alföldön (Interior Plains) fekszik, amely három egységre osztható.
Az első Észak-Illinois, mely terület túlnyomó részét Chicago metropolisz foglalja el, amely magában foglalja magát Chicago várost, külvárosait és a vonzáskörébe tartozó településeket. A Chicago metropolisz körzethez Indiana és Wisconsin néhány megyéje is hozzátartozik. Mint metropolisz sűrűn lakott, iparosított, s sok különböző etnikai csoport él együtt. Rockford városa az állam harmadik legnépesebb települése, amely az Interstate 39 (I-39) és az Interstate 90 (I-90) főútvonalak mentén terül el.

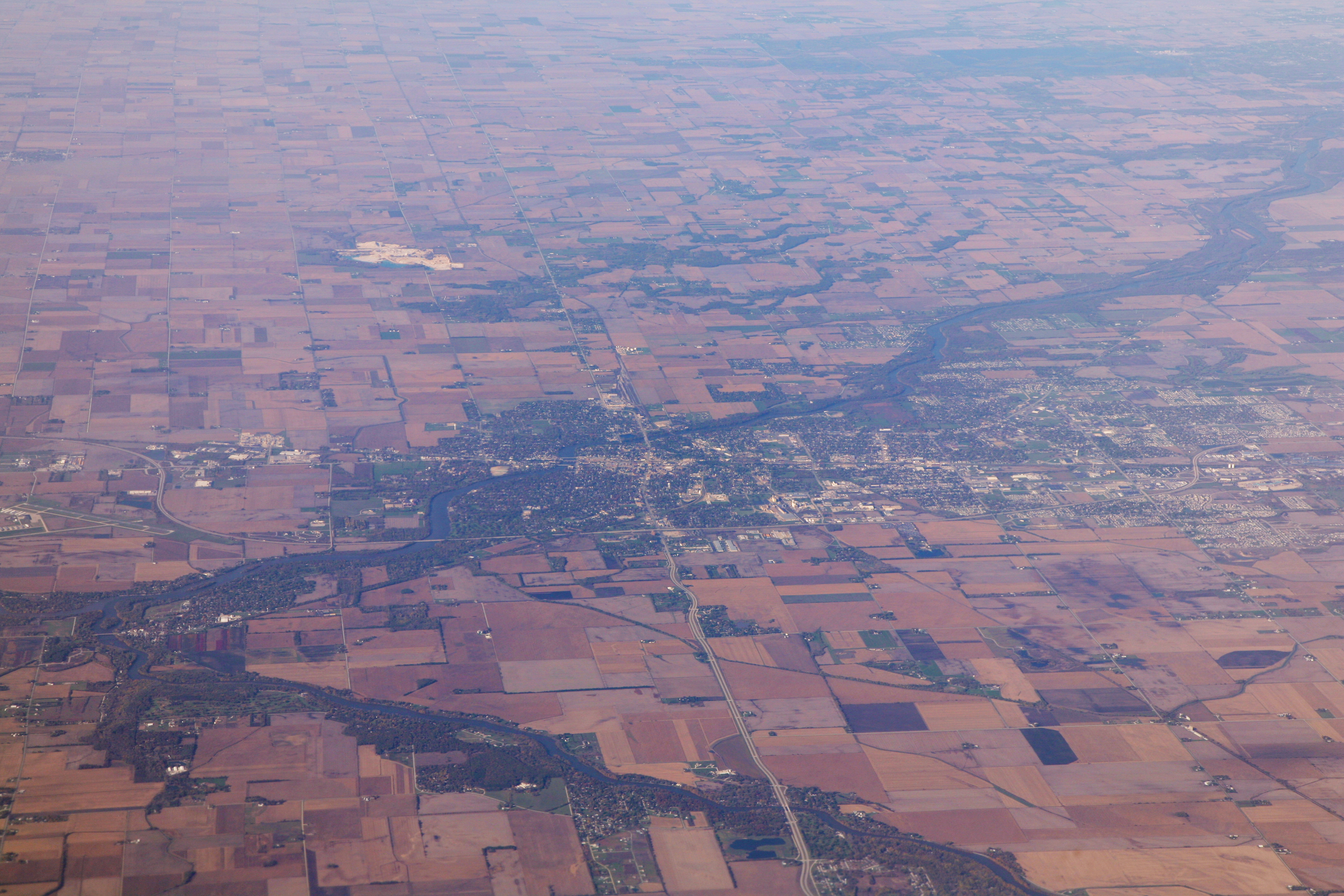
Kankakee város légifotója, Északkelet-Illinois

Dél és nyugat felé haladva találjuk a második legnagyobb, ún. Közép-Illinois-t, mely terület többnyire lapos préri. Úgy is említik, mint Illinois szívét. A területet kis és középméretű városok jellemzik. A nyugati része – az Illinois folyótól nyugatra – eredetileg a Military Tract of 1812 része volt, amely egy jól megkülönböztethető domborulatot képez az állam nyugati részén.
E terület oktatási és manufaktúra-rendszere rendkívül fejlett. Legfontosabb mezőgazdasági termékei a kukorica és a szójabab.
Nagyobb városai a 370 000 lakosú Peoria, amely az állam harmadik legnagyobb metropoliszkörzete, az állam fővárosa Springfield, Quincy, Decatur, Bloomington, Champaign és Urbana.
A harmadik egység Dél-Illinois a U.S. Route 50-től (US-50) délre, beleértve Little Egypt régióját közel a Mississippi és az Ohio folyók egyesüléséhez.
Ez a területi egység melegebb éghajlatával és különböző mezőgazdasági termékeivel, szaggatott felszínével, kis mennyiségű olajával és szénbányáival merőben különbözik a másik két területi egységtől. Valamivel sűrűbben lakott, mint Illinois középső része.
Dél-Illinois legnagyobb városa St. Louis és a vonzáskörébe tartozó külvárosok, valamint települések lakosainak száma 600 000 fő, melyet úgy is említenek, mint Metro-East. A második legnagyobb körzet Williamson megye, Jackson megye, Franklin megye, Saline megye, és Perry megye 210 000 lakosával.
Chicago metropolisz körzetén kívül eső területeket úgy is nevezik mint „Illinois alsóállam” („downstate Illinois”), de középső és déli Illinois lakossága nem használja ezt a kifejezést.

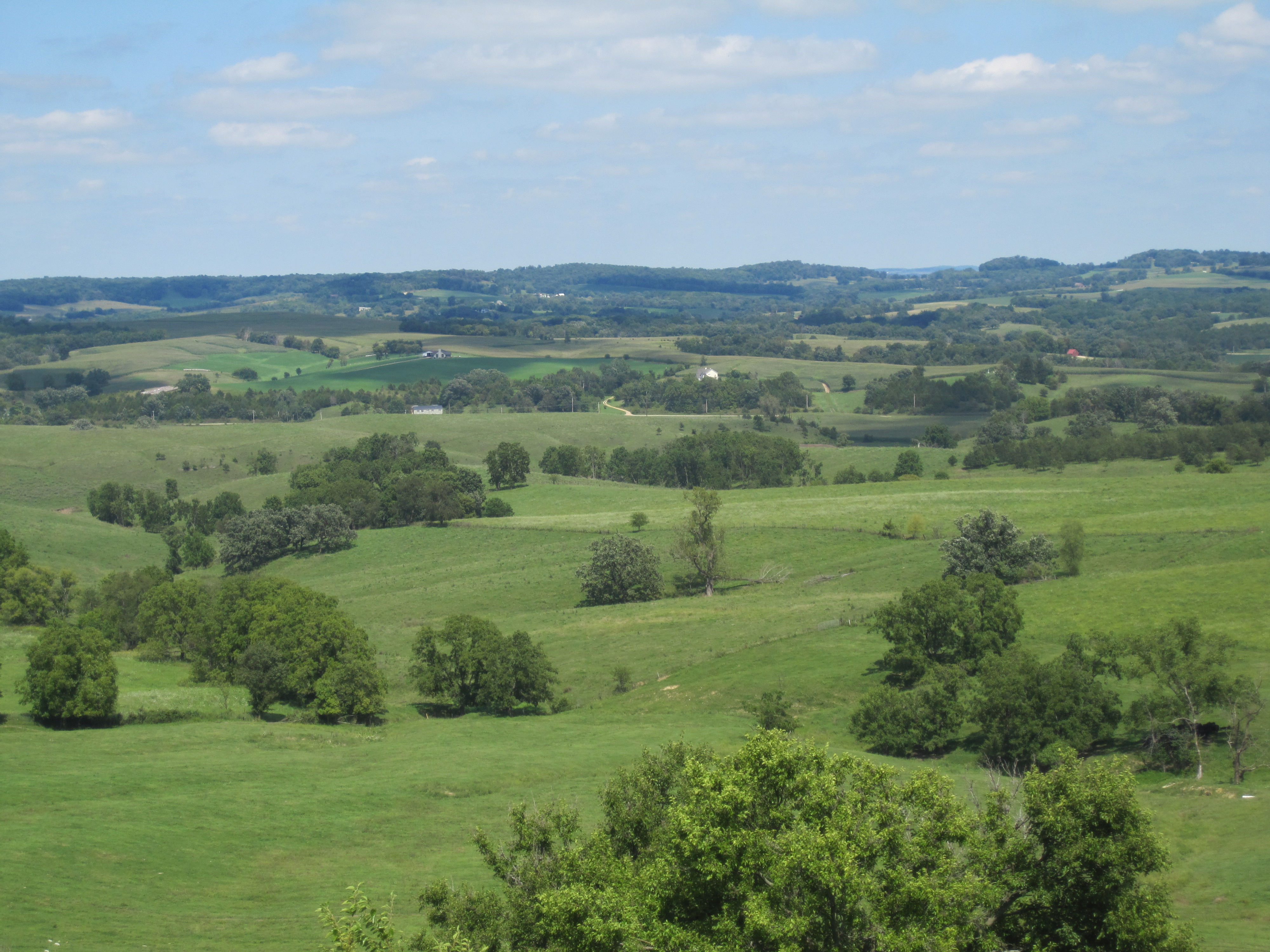
Dombság Északnyugat-Illinoisban

Illinois legészaknyugatibb része a "Driftless Zone", egy magasabban fekvő terület, melynek lejtőit a gleccserek csiszoltak le, így felülete szabdalt. Tengerszinttől számított magassága 376 méter.
A Mississippi mentén Altontól Kaskaskiáig, melyet úgy is említenek mint „Amerika alja” ("American Bottom"), az állam berendezkedett árvízvédelemre.
Itt voltak az első német bevándorlók települései, s az állam első fővárosa Kaskaskia, amelyet a Mississippi folyó választ el az állam más területeitől.
Dél-Illinois hét megyéje része az indianai Evansville metropolisz körzetének, mely területre általánosan úgy hivatkoznak, mint a „Tri-State” (három állam), beleértve Indiana és Kentucky államokat.

### Főbb folyók
- Mississippi
  - Rock
  - Illinois
    - Des Plaines
    - Kankankee

  - Kaskaskia
  - Ohio
    - Wabash[7]

### Nagyobb tavak
- Carlyle-tó
- A Clinton-tó duzzasztó gátja
- Shelbyville-tó

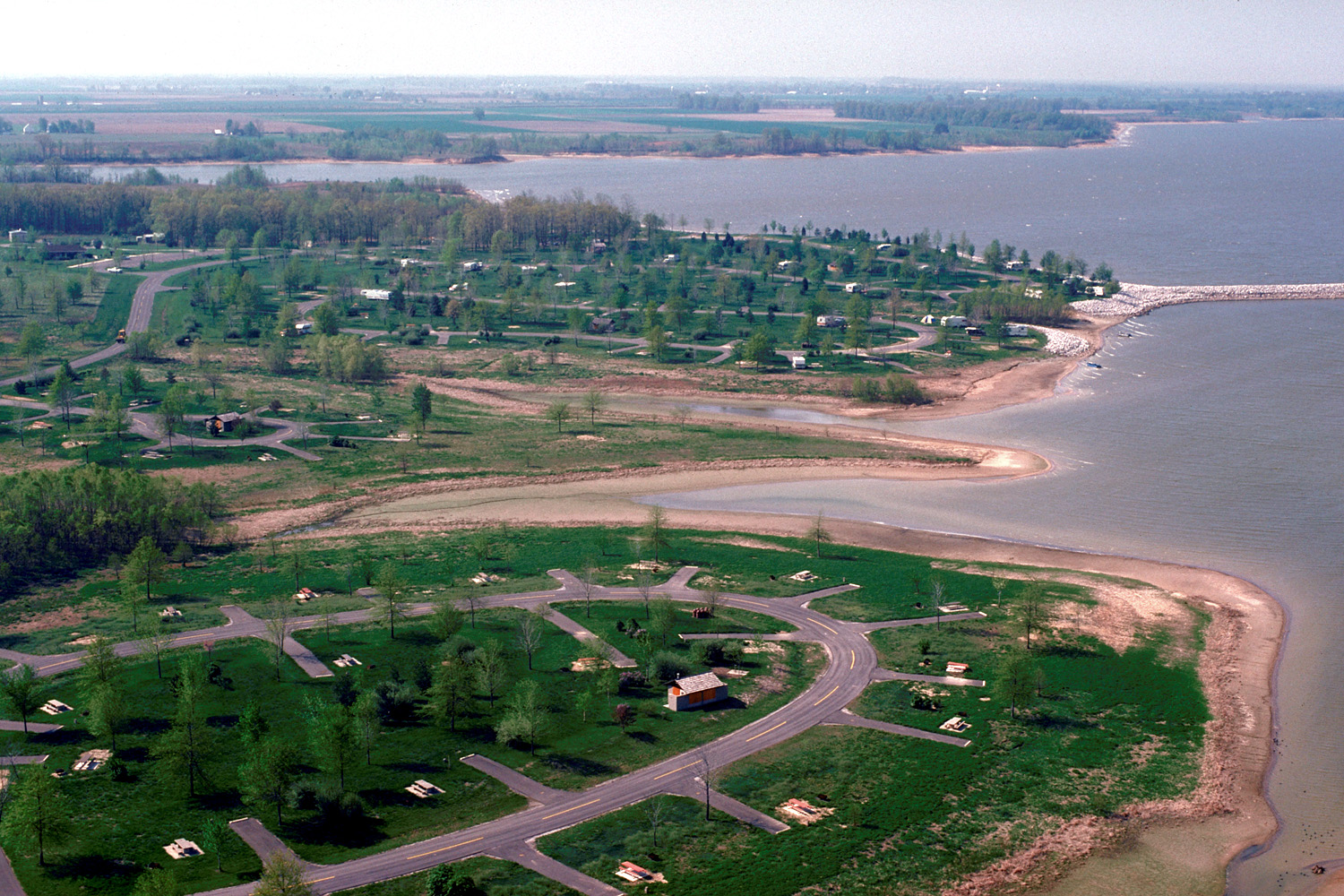
Apple Canyon-tó
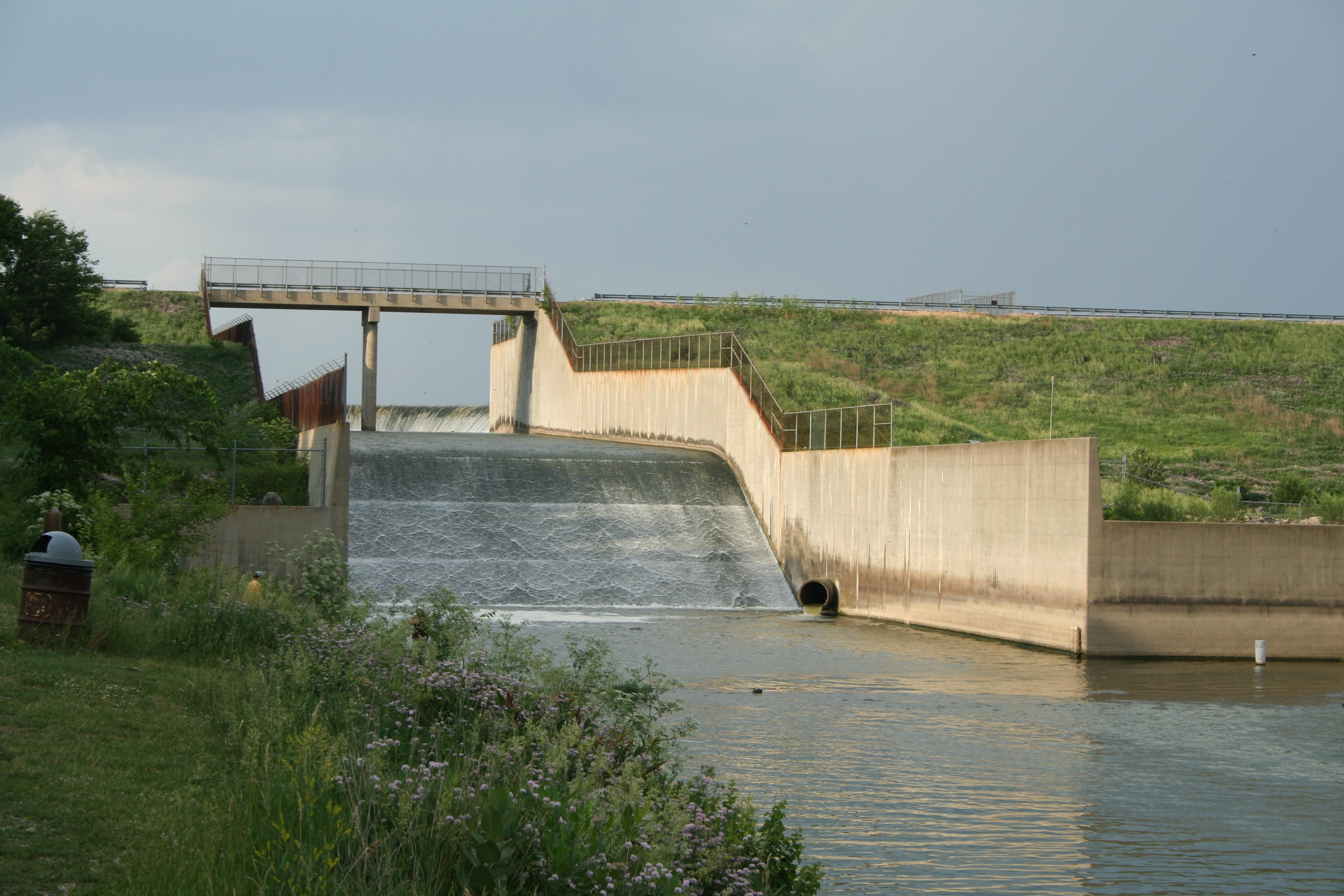
A Clinton-tó duzzasztó gátja
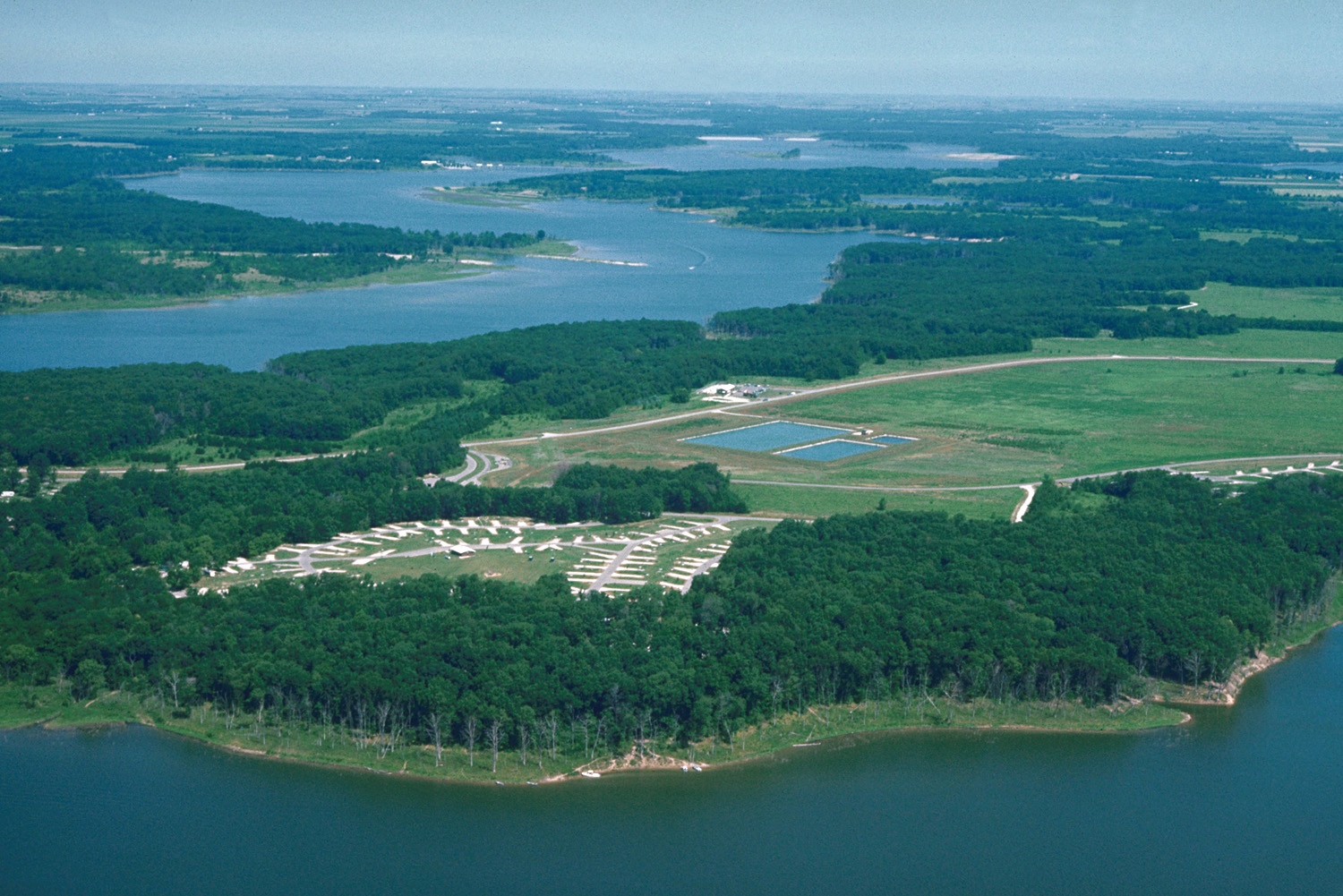
Calumet-tó
- Carlyle-tó
- Cedar-tó
- Clinton-tó
- Devils Kitchen-tó
- Patkó-tó (Horseshoe)
- Kinkaid-tó
- Egypt-tó
- Michigan-tó (átnyúlik Indiana, Michigan és Wisconsin államokba)
- Rend-tó[8]

### Éghajlat
Mivel Illinois 640 km hosszú közép-kontinentális állam, éghajlata a földrajzi fekvésnek megfelelően változik.
Illinois legnagyobb részén nedves kontinentális éghajlat uralkodik forró párás nyárral és hűvös vagy hideg téllel.
Az állam déli részén, kb. Carbondale-től a klíma melegebb, s közelít a nedves szubtrópusi éghajlathoz, ahol a tél sokkal enyhébb.
Évi átlagos csapadék mennyisége a déli részeken 1220 mm, s az északibb területeken 890 mm. Az átlagos hóesés mennyisége Chicago környékén 93 cm, míg a déli részeken 35 cm.
A legmagasabb hőmérsékletet, 47 °C-ot, 1954. július 14-én mérték St. Louis-tól keletre, míg a legalacsonyabb hőmérsékletet, -38 °C, 1999. január 5-én jelentették Congerville-ből.
Az államban évente átlagosan 50 nap jelentenek viharos tevékenységet, amely az Egyesült Államok más területeihez viszonyítva kissé magasabb az átlagnál.
Illinois-ban a tornádó keletkezése nem ritka, évente átlagosan 35 tornádót jelentenek. A legrombolóbb hatású tornádó 1925-ben fordult elő, amikor 695 ember halt meg, s ebből 613 Illinois állam lakosa volt.

## Történet

### Pre-Columbán időszak

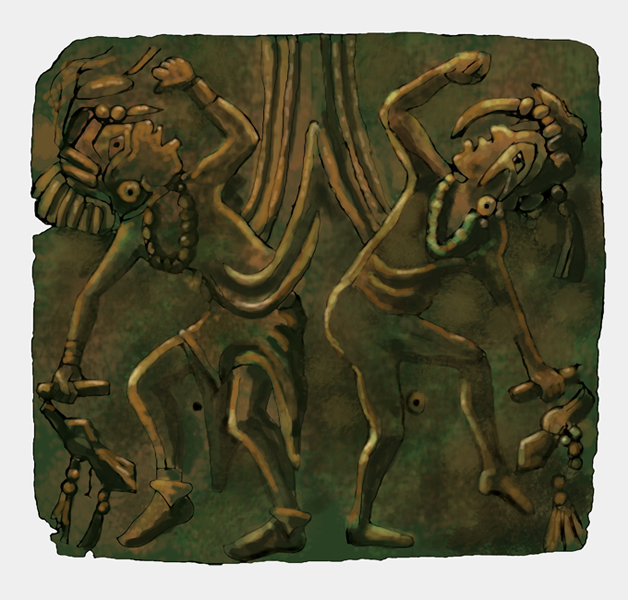
Pre-kolumbiai temetkezési helyen talált réztáblák

Cahokia a Kolumbusz előtti Mississippi kultúra központja, amely a mai Collinsville környékének felel meg. Ez a civilizáció a 15. századra eltűnt ismeretlen okok miatt. Ezután az illiniwek indiánok népesítették be a területet. Ezek a törzsek politikai szövetségben álltak egymással. Az 1700-as évek körül megközelítőleg 25 000 illinois indián élt itt. Számuk az irokéz törzsek rendszeres támadásai miatt mintegy 90%-kal csökkent. Helyüket a potawatomi, a miami, a sauk és más indián törzsek foglalták el, akik keletről és északról érkeztek ide. Az amerikai függetlenségi háború alatt az illinois és potawatomi törzsek az amerikaiak oldalán harcoltak.

### Az európaiak megjelenése
1673-ban a francia Jacques Marquette és Louis Jolliet felfedezők  az Illinois folyón hajóztak. 1680-ban követték őket más francia csoportok, akik erődöt építettek a mai Peoria város közelében, s 1682-ben Starved Rock tetejére egy újabb erődöt emeltek. A francia felfedezők nyomán Illinois a francia birodalom része volt egészen 1763-ig, amikor átadták a területet az Egyesült Királyságnak. A kis francia települések megmaradtak, s csak néhány brit katonai egységet küldtek ide, de nem volt itt sem angol, sem amerikai település ebben az időben. 1778-ban George Rogers Clark benyújtotta igényét Illinois megyére Virginia számára. 1783-ban területet Virginiához csatolták, amikor Virginia csatlakozott az Egyesült Államokhoz. Az állam 1783-ban Northwest Territory lett (=északnyugati terület).

### 19. század
Az Illinois-Wabash Company birtokolta Illinois legnagyobb részét. 1809 február 3-án létrehozták az Illinois Territóriumot (Illinois Territory), s Kaskaskia lett az első főváros.
1818-ban Illinois az Egyesült Államok 21. tagállama lett. A kongresszus új határokat állapított meg, amely során az államhoz északi területeket csatoltak, beleértve magát Chicagót, Galenát és az ónbányák régióját. A főváros Kaskaskia maradt, de 1819-ben Vandaliába költözött az állam kormánya.
1832-ben kitört a Black Hawk háború, melynek során néhány indián törzs fellázadt az Államok ellen. Az indiánokat áttelepítették Iowa államba, s a visszatérési kísérletüket megakadályozta az amerikai katonaság.
Az 1830–1831. évi telet a „mély hó telé”-nek (Winter of the Deep Snow) nevezték el. Hirtelen nagy mennyiségű hó esett le, amely elfedett mindent, s a közlekedés lehetetlenné vált. Sok utazó eltűnt nyomtalanul. Ezt még több kemény tél követte, közöttük a „hirtelen fagyás tele” (Winter of the Sudden Freeze). 1836. december 20-án egy gyors hidegfront köszöntött be, amely egy pillanat alatt befagyasztotta a pocsolyákat, s rövid idő alatt sok utazót megölt, akik nem találtak menedéket. A szélsőséges időjárás következtében a termőföldek termése kipusztult, s délről kellett élelmet szállítani az északi területekre.
1839-ben megalapították a mormon Nauvoo városát a Mississippi folyó mentén. Vezetőjüket, Joseph Smith-t a Carthage-i börtönben megölték. Ezután a gyorsan növekvő mormon város, amely vetekedett Chicagóval, hirtelen hanyatlásnak indult. 1846-ban a mormonok tömegesen elhagyták Illinois-t.
Az állam viszonya a rabszolgasághoz és az afroamerikaiakkal való bánásmóddal kapcsolatban időről időre különböző képet mutat. Néhányan alkalmaztak rabszolga munkaerőt, mielőtt Illinois territóriummá vált volna, de a rabszolgaság általános bevezetése 1818-ban az állammá válás idején kezdődött meg. Az állam déli részére, amely Little Egypt (=kis Egyiptom) néven ismert, délről érkező telepesek vándoroltak be, akik szimpatizáltak a már Dél által bevezetett rabszolga munkaerőn alapuló gazdasággal. A kongresszus egy rövid ideig engedte a rabszolgatartását, de a lakosság ellenkezett a feketék állandó letelepítése ellen. Az 1848-as alkotmányban foglalkoztak a problémával, így 1853-ban John A. Logan, az Unió generálisa, törvényben tiltotta meg az afroamerikaiak letelepítését az állam területén.
Chicago jelentősége megnőtt, s kikötője uralta a Nagy-tavak kereskedelmi forgalmát. 1848-ban a vasútvonalak is elértek ide, s 1857-ben Chicago Illinois legnagyobb városa lett.
Illinois 19. századbeli bányászatának, üzemeinek gyors iramú fejlődésével, a munkások számának növekedésével az állam jelentős szerepet játszott az Egyesült Államok szakszervezetének létrehozásában.
A függetlenségi háború idején a mai állam területét kb. 2000 vadászó indián és kevés francia lakta. Az 1810-es években kezdtek telepesek érkezni Kentuckyból. Illinois 1818-ban lett USA-tagállam. Chicagót az 1830-as években alapították. Az 1850-es években a vasút terjeszkedése közelebb hozta Illinois gazdálkodásra alkalmas területeit piacukhoz, ezzel egyre inkább vonzotta a terület a bevándorlókat, főleg Német- és Svédországból. A polgárháború idején Illinois az északiakhoz tartozott; nagyban támogatták államuk híres szülötteit, Abraham Lincolnt és Ulysses S. Grantot.
1900-ra egyre több gyár épült az északi városokban, a középső és a déli területeken pedig szénbányák nyíltak. Az iparosodás nagyszámú dél- és kelet-európai bevándorlót vonzott. Az állam fontos ipari szerepet játszott a két világháborúban. A déli államokból számos fekete vándorolt Chicagóba, ahol nagy közösséget alkottak, és a város azóta is fontos szerepet tölt be a dzsessz- és blueszenében.

## Népesség

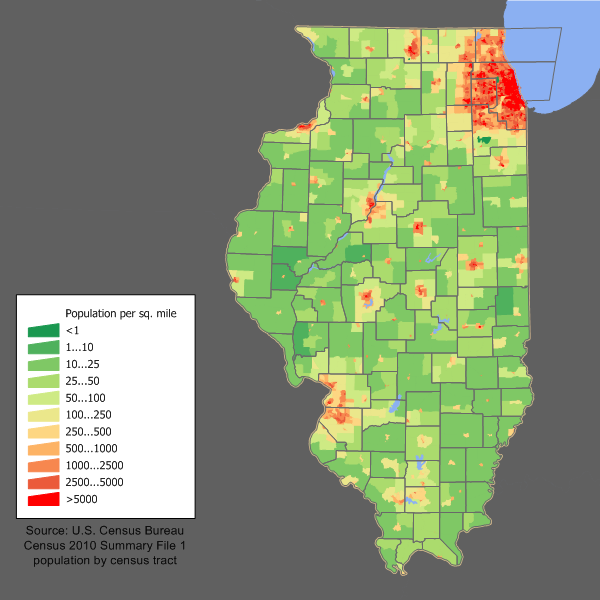
Illinois népsűrűségi térképe

A 2010. évi népszámlálás felmérései alapján az állam lakosainak száma 12 830 632 fő volt. A 2000. évet alapul véve a lakosság aránya 3,3%-kal emelkedett. Ebbe beleértendő a természetes növekedés száma, ahol a születések száma 1 138 398 volt, s a halálozások száma 656 599; a más területekről ide vándoroltak száma 71 456 fő volt. Az országon kívülről érkező emigránsok száma ez időszakon keresztül mintegy 402 ,257 fő.
A 2010. évi adatok szerint a külföldön születettek az állam teljes lakosságának 13,6%-át képezik.
Az állam északkeleti sarkában a Michigan-tó partján fekszik Chicago, az USA  harmadik legnagyobb városa. A 2000. évi becslések szerint a lakosság mintegy 23,3%-a élt Chicagóban, 43,3%-a Cook megyében és 65,6% Chicago metropolis körzetében; Will, DuPage, Kane, Lake, és McHenry, valamint Cook megyékben. A lakosság fennmaradó része kis városokban és településeken lakott. A 2000. évi becslések szerint az állam lakossága északkeleten Mazon környékén tömörült é. sz. 41,2782°, ny. h. 88,3802°41.278200°N 88.380200°W Grundy megyében.
A 2005. évi adatok szerint a rassz szerinti megoszlás a következő volt: 65,6% fehér amerikai, 15,1% afroamerikai, 3,9% ázsiai származású, 2% más, s a fennmaradó 13,2% hispániai vagy latin. A fehérek között 10-ből három német származású. Az afroamerikaiak Chicagóban, St. Louis keleti részében, és az állam déli csücskében alkotnak nagyobb kulturális közösségeket. Az angol származásúak főleg az állam délkeleti részén alkotnak kisebb-nagyobb közösségeket. Az ír, mexikói és lengyel leszármazottak főleg Chicago metropolis térségében élnek.
Illinois lakosságának 7,1%-a 5 év alatti, míg 26,1% 18 év alatti 12,1%-a volt 65 éves vagy idősebb. A nők aránya a teljes lakosság 51%-át alkotják.
A 2000. évi népszámlálás adatai szerint a teljes lakosság 10,85%-a 5 év felett otthon spanyolul beszél, 1,6%-a pedig lengyelül.

### Vallás
A legnagyobb vallási csoportok Illinois-ban a katolikusok és a protestánsok. A római katolikusok többnyire Chicago környékén tömörülnek.
Chicago és a környező külvárosainak lakosságánál megfigyelhető a hindu, a zsidó, muszlim, és szikh vallásúak számának növekedése.

### Legnagyobb városok

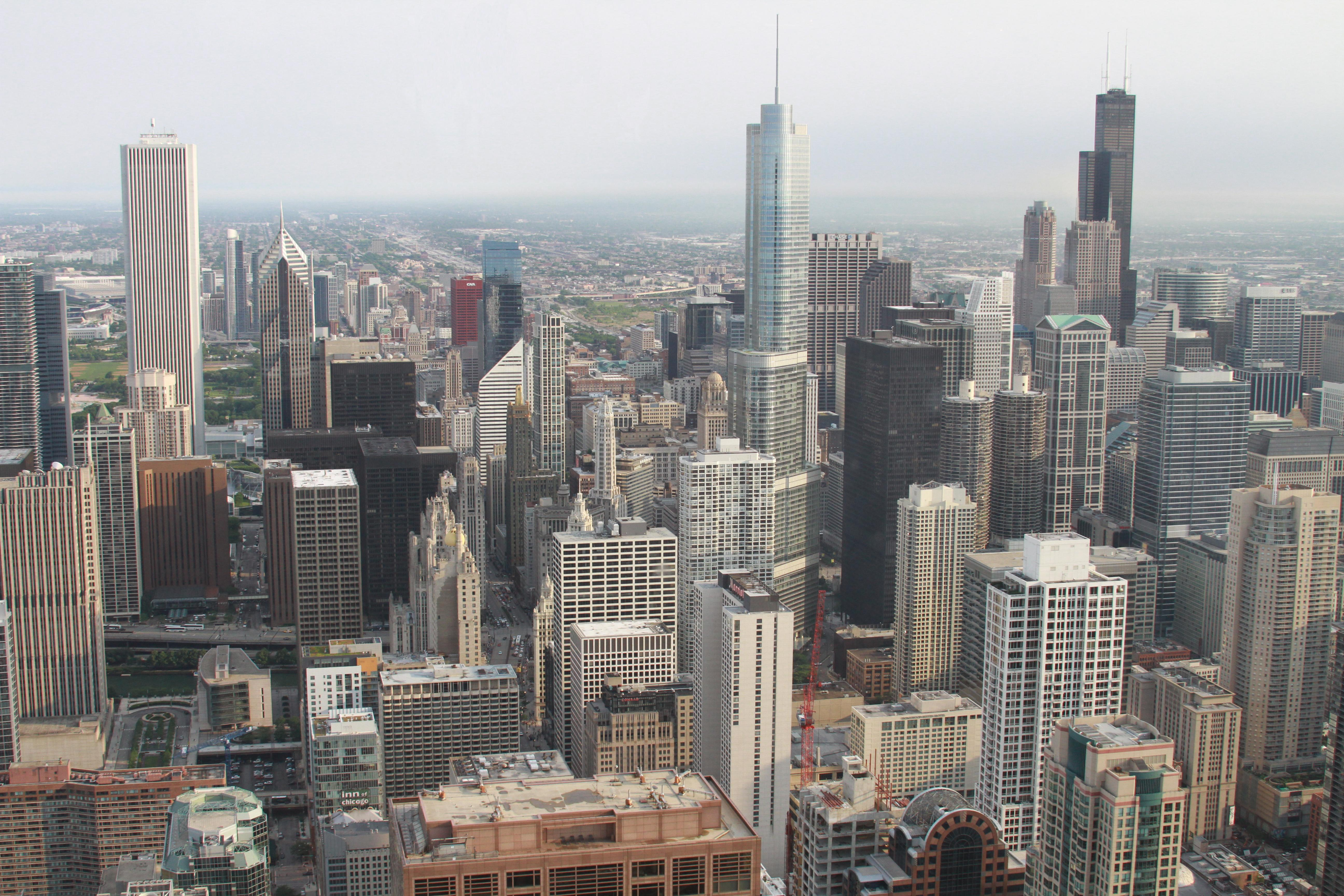
Chicago Illinois és a Középnyugat legnagyobb városa. Látkép a John Hancock Centerből

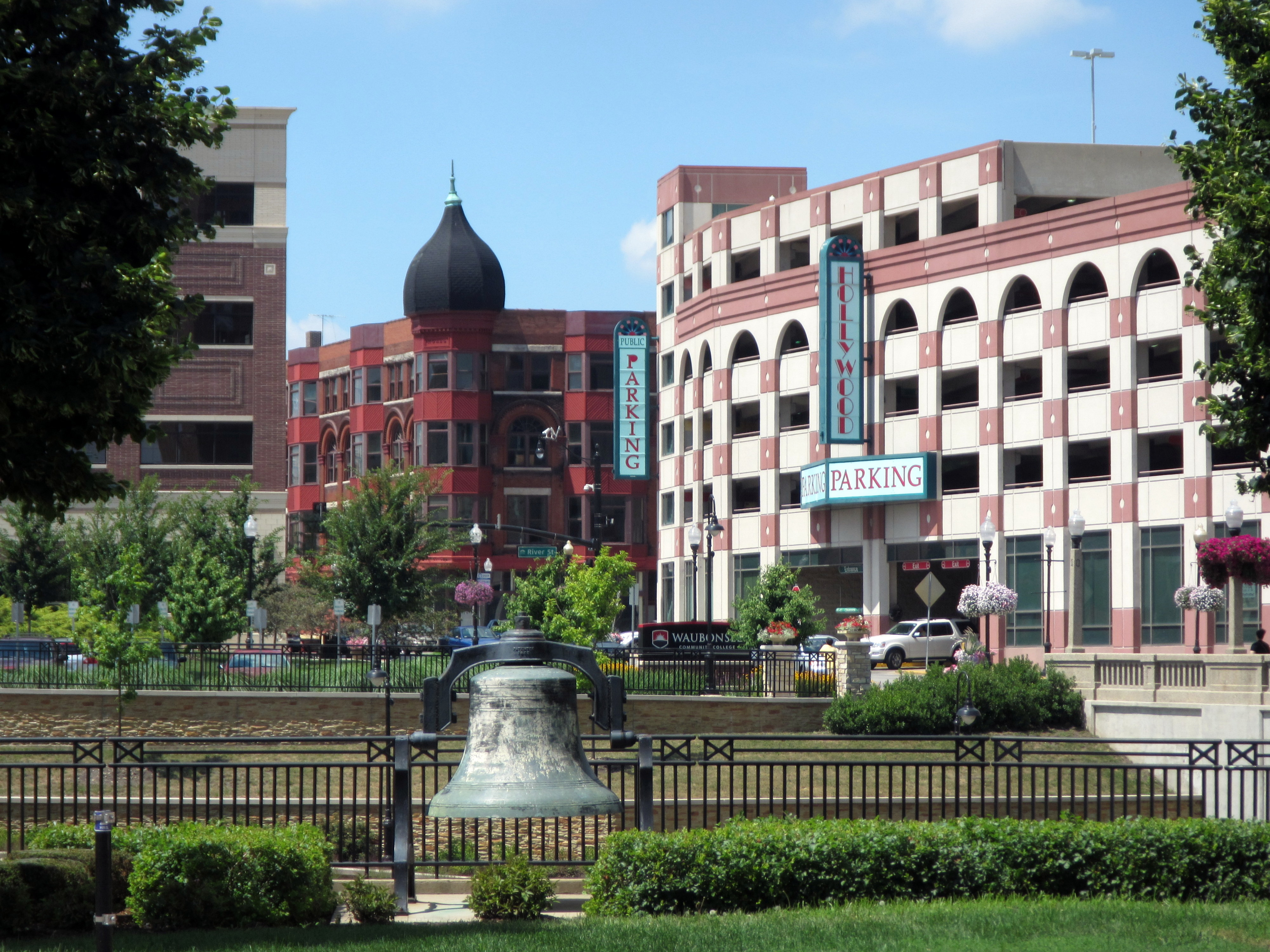
Aurora

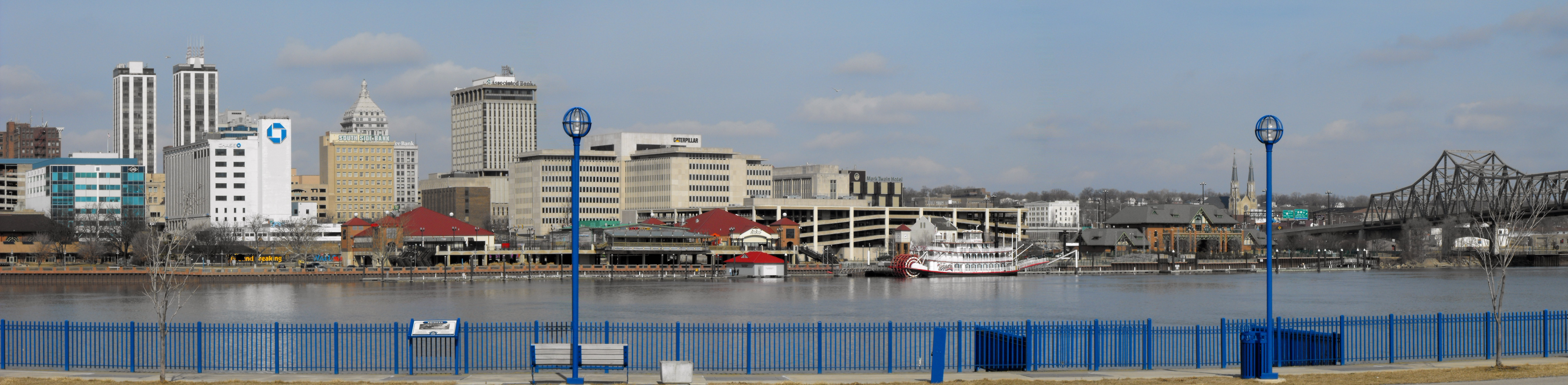
Peoria

| Város             | Megye                       | Lakosság (2010, fő) |
| ----------------- | --------------------------- | ------------------- |
| Chicago           | Cook, DuPage                | 2 695 598           |
| Aurora            | DuPage, Kane, Kendall, Will | 197 899             |
| Rockford          | Winnebago                   | 152 871             |
| Joliet            | Kendall, Will               | 147 433             |
| Naperville        | DuPage, Will                | 141 853             |
| Springfield       | Sangamon                    | 116 250             |
| Peoria            | Peoria                      | 115 007             |
| Elgin             | Kane, Cook                  | 108 188             |
| Waukegan          | Lake                        | 89 078              |
| Cicero            | Cook                        | 83 891              |
| Champaign         | Champaign                   | 81 055              |
| Bloomington       | McLean                      | 76 610              |
| Decatur           | Macon                       | 76 122              |
| Arlington Heights | Cook                        | 75 101              |
| Evanston          | Cook                        | 74 486              |
| Schaumburg        | Cook                        | 74 227              |
| Bolingbrook       | DuPage, Will                | 73 366              |

## Közigazgatás

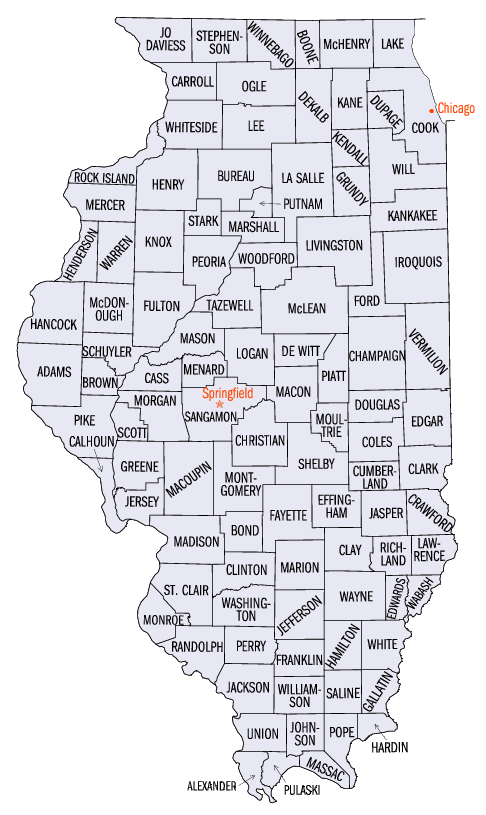
Illinois megyéi

### Megyék
Illinois állam 102 megyére oszlik.